# Mieczysław Chabior
Mieczysław Chabior (ur. 7 lipca 1925, zm. 15 maja 1997) – polski podpułkownik Milicji Obywatelskiej.

## Życiorys

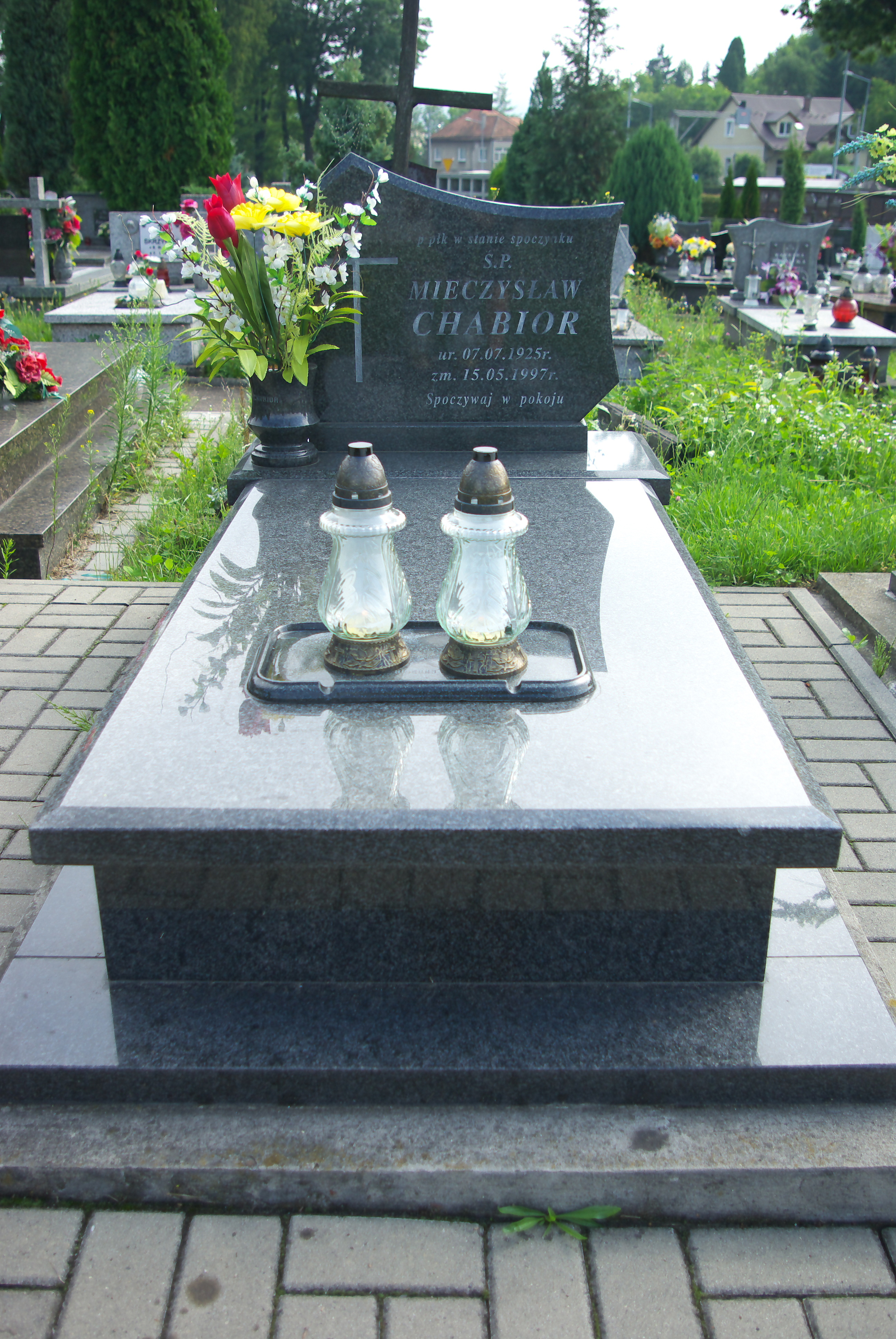
Grób Mieczysława Chabiora

Urodził się w 1925. Pod koniec lat 30. przebywał w Sosnowcu, gdzie jego stryj był znanym działaczem komunistycznym.
Został funkcjonariuszem Milicji Obywatelskiej. W latach 60. i 70. sprawował stanowisko komendanta MO w Sanoku (w 1968 był w stopniu majora). 10 listopada 1972 został członkiem egzekutywy Komitetu Miejskiego PZPR w Sanoku i w 1982 nadal nim pozostawał. W 1980 pełnił funkcję przewodniczącego zespołu do spraw indywidualnej profilaktyki. Po przejściu na emeryturę był podpułkownikiem w stanie spoczynku. 19 września 1987 został członkiem Komitetu Społecznego ORMO w Sanoku.
Nazwisko Mieczysława Chabiora pojawiło się na liście Wildsteina, upublicznionej na początku 2005.
Zmarł w 1997. Został pochowany na Cmentarzu Centralnym w Sanoku. Jego żoną była Maria (1926-1999). Mieli dzieci.

## Odznaczenia
- Krzyż Oficerski Orderu Odrodzenia Polski (1989)[12]
- „Jubileuszowy Adres” (1984)[13]